# Ай (Наринський сільський округ)
Ай (каз. Ай) — село у складі Аягозького району Абайської області Казахстану. Входить до складу Наринського сільського округу.
Населення — 32 особи (2021; 99 у 2009, 191 у 1999, 348 у 1989).
Національний склад станом на 1989 рік:
- казахи — 100 %